# NGC 6031
NGC 6031 је расејано звездано јато у сазвежђу Угломер које се налази на NGC листи објеката дубоког неба.
Деклинација објекта је - 54° 1' 0" а ректасцензија 16h 7m 34,4s. Привидна величина (магнитуда) објекта NGC 6031 износи 8,5. NGC 6031 је још познат и под ознакама OCL 951, ESO 178-SC9.